# Veronica O'Brien
Pour les articles homonymes, voir O'Brien.
Veronica O'Brien (ou Louise Mary O'Brien), née le 16 août 1905 à Midleton dans le comté de Cork et morte le 19 février 1998 à Wemmel, est une religieuse catholique irlandaise, missionnaire de la Légion de Marie, ouvrière laïque et conseillère spirituelle du roi Baudouin de Belgique et du cardinal belge Léon-Joseph Suenens.

## Biographie
Louise Mary O'Brien (de son nom d'église, Veronica), née le 16 août 1905 à Midleton est la fille de Patrick O'Brien, physicien, et de Kathleen Leahy. Elle fait partie d'une famille nombreuse et catholique pratiquante. Elle reçoit une éducation catholique chez les Sœurs de la Présentation de la Bienheureuse Vierge Marie à Midleton.
Dès sa jeunesse, elle a une foi profonde. Lors de sa première communion, elle s'évanouit et, étant revenue à elle, indique qu'elle a ouvert les yeux sur les mystères de Dieu. Cet incident se produira à plusieurs reprises. Au niveau familial, elle était une enfant indisciplinée et aura des difficultés en tant que nonne à respecter le vœu d'obéissance.
Après ses études secondaires chez les sœurs de Sainte Clotilde à Eltham dans le Kent, elle travaille brièvement comme jeune fille au pair à Paris. En mai 1924, elle se présente à la congrégation de Sainte-Clotilde à Paris où elle est admise comme novice. Six mois plus tard, elle prend le voile et reçoit son nouveau nom Veronica.
De retour dans son ancienne école des sœurs Sainte Clotilde à Eltham Park, elle travaille pour obtenir son diplôme de bachelier et un diplôme d'enseignant à Cambridge tout en séjournant au couvent.
Elle prononce ses vœux définitifs le 11 août 1930. Ayant une mauvaise santé, elle est transférée à un couvent près de Lausanne en Suisse. En novembre 1935, elle est exclue de sa congrégation après avoir de nouveau manifesté son indiscipline.

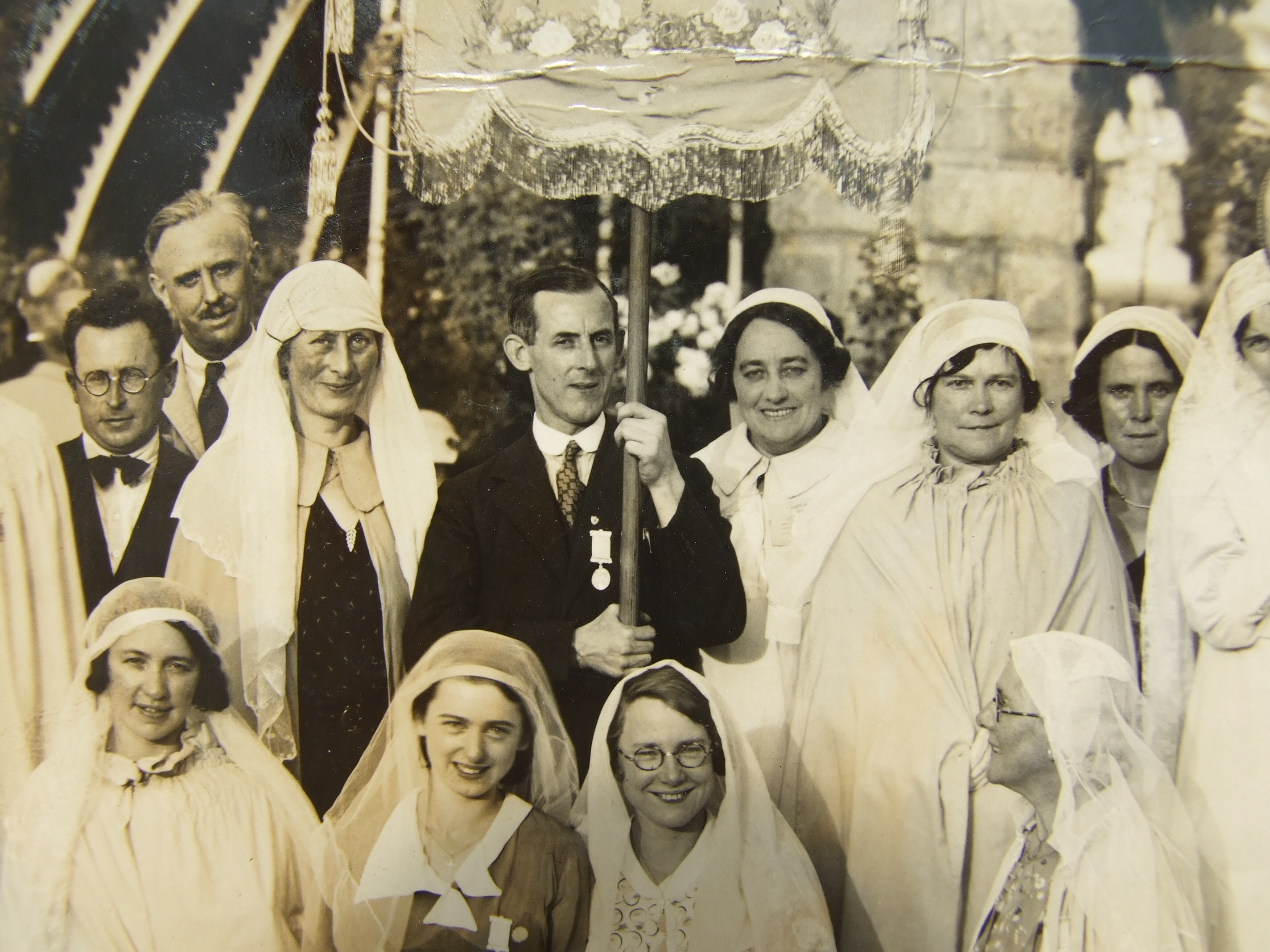
Frank Duff et la Légion de Marie en 1934.

De retour à Londres en décembre 1935, elle commence une maîtrise en éducation qu'elle ne terminera pas. En 1938, elle découvre en Irlande la Légion de Marie, association catholique de laïcs qui se mettent bénévolement au service de l'Église. Sous l’impulsion de son fondateur irlandais, Frank Duff, ce mouvement connaissait alors une étonnante expansion.

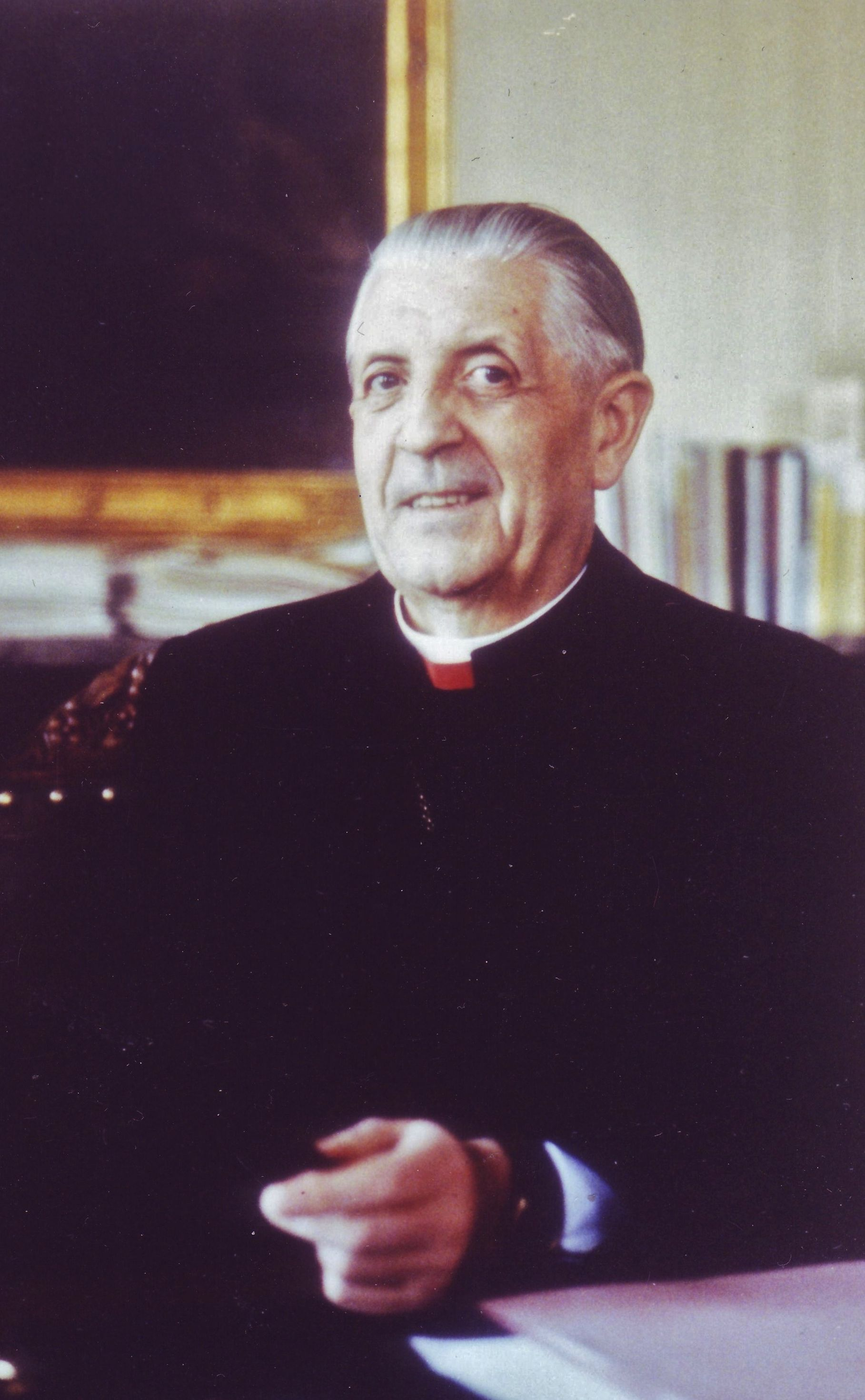
Le cardinal Suenens.

Au début de la Seconde Guerre mondiale, elle quitte l’Irlande pour la France en vue d'y implanter la Légion de Marie. Elle arrive à Nevers qui vient d'être occupé par l'armée allemande. Les sœurs du couvent Saint-Gildard l’accueillent et elle fonde la Légion de Marie à Nevers en août 1940. Cinq ans plus tard, la Légion de Marie était introduite dans 44 diocèses en France. Après la guerre, elle fonde plus de 800 équipes de base de la Légion de Marie (aussi appelées Praesidium). Durant vingt ans, elle est déléguée de la Légion de Marie sur le continent notamment en Belgique, en Grèce, Turquie et en ex-Yougoslavie.
En 1947, elle rencontre le cardinal Suenens qui entame avec elle une étroite collaboration d'un demi-siècle au service de l’Église. Outre son évangélisme catholique, Veronica dispose d'un formation universitaire acquise à Cambridge et connaît aussi parfaitement le latin. Ces connaissances s'avéreront très précieuses pour le cardinal Suenens lors du concile Vatican II. Le cardinal et Veronica ont également écrit de nombreux livres. Dans tous ses écrits, l'on retrouve l'appel à participer à la mission essentielle de l’Église : l’évangélisation.

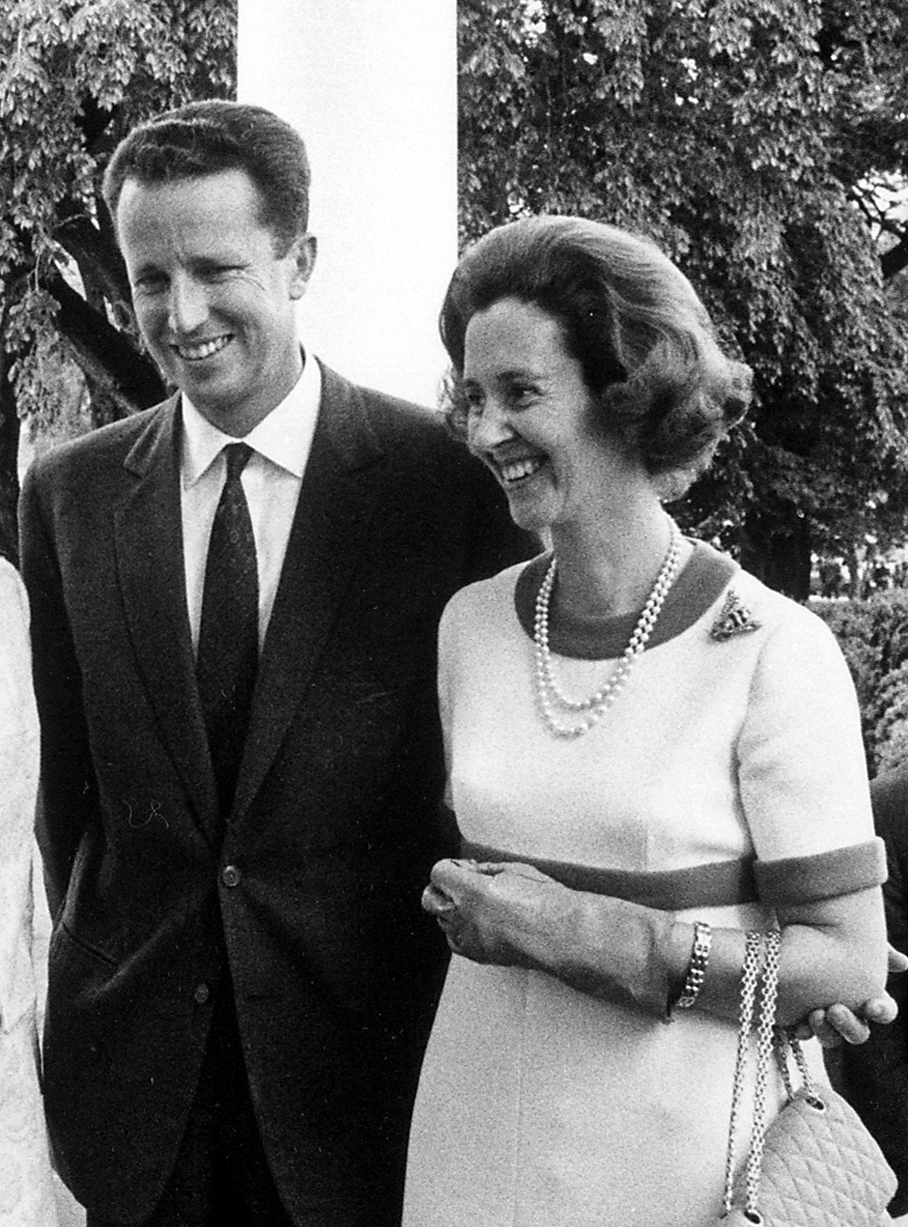
Baudouin et Fabiola.

Veronica O'Brien a joué un rôle important dans le mariage roi Baudouin de Belgique et de Fabiola de Mora y Aragón en 1960. Au fil des années, le célibat d’un roi qui vivait toujours au domicile paternel était devenu une affaire d’État. Le cardinal Suenens évoque cette question avec Veronica O'Brien. Celle-ci rencontre le roi Baudouin Ier au château de Laeken et, à sa demande, se met à la recherche de la candidate idéale en Espagne. Après avoir rencontré Fabiola de Mora y Aragón à plusieurs reprises dans ce pays, Veronica organise la rencontre du roi Baudouin Ier et de Fabiola de Mora y Aragón. Le cardinal Suenens relatera par la suite les circonstances de leur rencontre dans un livre sur le roi Baudouin « Le roi Baudouin, une vie qui vous parle ».
Elle fait également la connaissance du Renouveau charismatique, mouvement catholique inspiré par le Pentecôtisme qui s'est développé dans les années 1960 aux États-Unis. En 1972, elle se rend, en compagnie d’Yvette Dubois, dans plusieurs centres universitaires américains où le renouveau spirituel s'est épanoui. Elle prend une part active à l’essor du Renouveau en Belgique, en France et aux États-Unis et joue un rôle important dans l’élaboration des textes doctrinaux Les documents de Malines, qui ont contribué à enraciner dans la tradition catholique l’enthousiasme charismatique. Elle est alors proche du pape Paul VI et du cardinal Giovanni Benelli auprès de qui elle joue un rôle discret mais décisif dans l’accueil du Renouveau charismatique par Rome. Elle devient conseillère spéciale du Secrétariat international du Renouveau, (ICCRO, aujourd’hui ICCRS), qui a eu son siège d’abord à Bruxelles, à la résidence du cardinal Suenens, puis à Rome.
Dans les années 1980, elle fonde un nouveau mouvement laïc d'apostolat dénommé FIAT (Family International Apostolic Team), soutenu par le cardinal Suenens.
Elle décède le 19 février 1998 à Wemmel et ses funérailles sont célébrées à Nevers en présence de la reine Fabiola.

## Hommage
En juillet 2015, le pape François a rendu hommage à deux fondateurs du Renouveau charismatique : le cardinal Suenens qui a employé l'expression de « courant de grâce » et Veronica O’Brien.